# Принц български
„Принц български“ е сорт роза, създаден през 1900 г. от френския розопроизводител Жозеф Перне-Дюше. Фигурира все още в каталозите. Посветена е на принц Фердинанд Сакскобургготски (1861 – 1948), избран за княз на България през 1887 г. и станал цар на българите през 1908 г.

## Описание
Тази роза прави силно впечатление още от създаването си с колорита на своите цветове – нежно бледорозови със сребристи отблясъци, със сърцевина с наситен цвят на сьомга, подчертано от перфектната форма на венчелистчетата, на брой 17 – 25. Цветовете са едри и много двойни, добре изправени на стъблата си. Не са много ароматни.
Компактният храст с изправен хабитус и тъмна зеленина може да достигне до 120 см.
Зоната му на издръжливост е от 6b до 9b. Тази роза трябва да се третира срещу болестта черни петна и стъпалото да се пази през зимата.